# Elisabetta de Gambarini
Elisabetta de Gambarini, född 7 september 1730 i Holles Street, St Marylebone, Middlesex, England, död 9 februari 1765 i Castle Court, Strand, i St Martin-in-the-Fields, Westminster, var en brittisk kompositör, sångare (mezzosopran), cembalospelare, organist, målare och orkesterdirektör. Hon producerade musik i sen barockstil och tidig klassisk stil.